# Pom de dalt (escultura)
Pom de dalt és una escultura de bronze, obra de Francesc Anglès i Garcia, situada davant de l'edifici de Traumatologia i Rehabilitació de l'Hospital Universitari Vall d'Hebron, al barri de Montbau de Barcelona.
L'escultura representa el 'pom de dalt' (els 3 darrers pisos) d'un castell o torre humana, de mida lleugerament superior a la real, amb gran realisme i detall. S'hi va instal·lar el 1993, i el 1995 li van col·locar una peana de formigó d'uns 2 m d'alçada, amb una placa que indica el nom de l'obra, l'autor i la data de la nova ubicació.
L'obra va ser una donació de Francesc Anglès amb motiu de la celebració dels 25 anys de l'edifici de Traumatologia i Rehabilitació, on ell hi treballava com a metge traumatòleg 'com a record als molts enxanetes que havia hagut d'atendre de trencaments i altres lesions al llarg de la seva vida professional'.